# Ben Longchamp
Ben Longchamp fue un deportista suizo que compitió en remo. Ganó dos medallas de oro en el Campeonato Europeo de Remo, en los años 1893 y 1896.

## Palmarés internacional
| Campeonato Europeo | Campeonato Europeo | Campeonato Europeo | Campeonato Europeo |
| Año                | Lugar              | Medalla            | Prueba             |
| ------------------ | ------------------ | ------------------ | ------------------ |
| 1893               | Orta (Italia)      | Medalla de oro     | Cuatro con timonel |
| 1896               | Ginebra (Suiza)    | Medalla de oro     | Scull individual   |